# Dina Sfat
Dina Sfat, nome artístico de Dina Kutner (São Paulo, 28 de outubro de 1938 — Rio de Janeiro, 20 de março de 1989), foi uma atriz brasileira, de origem judaica. Estreou no cinema em 1966 no filme O Corpo Ardente; no entanto, a consagração veio com Três Histórias de Amor, eleita 'revelação feminina' no Festival de Cinema de Cabo Frio. Além disso, destacou-se no longa Os Deuses e os Mortos, garantindo o prêmio de 'Melhor Atriz' no Festival de Brasília, algo que voltaria a se repetir pela sua atuação em O Homem do Pau-brasil, mas pela categoria de 'Melhor Atriz Coadjuvante'. Na obra A Culpa, Sfat foi eleita 'Melhor Atriz' pelo Prêmio Air France.
Sfat chegou na televisão em 1966 na telenovela Ciúme, na Rede Tupi. No entanto, sua primeira consagração veio na década de 1970, sendo eleita 'Melhor Atriz' três vezes pelo Troféu Imprensa (Chica Martins em Fogo sobre Terra, Risoleta em Saramandaia e Paloma Gurgel em Os Gigantes), além de duas indicações a mesma premiação (Helô em Assim na Terra como no Céu e Zarolha em Gabriela). Além disso, também foi eleita 'Melhor Atriz' pelo Prêmio APCA no papel de Fernanda em Selva de Pedra.
Em 2009, por iniciativa de sua amiga e também atriz Itala Nandi, foi criado o Prêmio Dina Sfat, para homenagear atrizes que tenham o mesmo perfil [de Dina Sfat]: grandes intérpretes, mães dedicadas, mulheres engajadas politicamente.

## Biografia
Filha de judeus, seu pai era natural de Varsóvia (Polônia), e sua mãe havia nascido na cidade de Safed, então parte do Império Otomano.
Dina sempre quis ser artista. Estreou nos palcos em 1962 em um pequeno papel no espetáculo Antígone América, dirigida por Antonio Abujamra. Daí pulou para o teatro amador e foi parar no Teatro de Arena, onde estreou profissionalmente vivendo a personagem Manuela de Os Fuzis da Senhora Carrar de Bertolt Brecht.
No início da carreira optou por adotar o nome artístico de "Dina Sfat", em homenagem à terra natal de sua mãe, em Israel (em hebraico צְפַת Tsfat).
Participou de espetáculos importantes na década de 1960 em São Paulo e conquistou o Prêmio Governador do Estado de atriz revelação por seu desempenho em Arena Conta Zumbi em 1965, um musical de Gianfrancesco Guarnieri e Augusto Boal. Foi para o Rio de Janeiro e estreou nos palcos de um teatro na peça O Rei da Cidade.

### Carreira na televisão
Iniciou sua trajetória em 1966 na telenovela Ciúme, na Rede Tupi, ao interpretar Maria Luísa; assim como, também atuou com o mesmo nome em O Amor Tem Cara de Mulher. No ano seguinte, deu vida as personagens Helen e Patrícia em A Intrusa, além de viver Laura em Os Fantoches, na TV Excelsior; concluindo a década em 1969 como Isabel em Acorrentados, na TV Rio.
No início da década de 1970, foi para a Rede Globo viver Helô na telenovela Assim na Terra como no Céu (sendo indicada ao Troféu Imprensa como 'Melhor Atriz'), no qual fez par romântico com o ator Francisco Cuoco; assim como, foi Adriana em Verão Vermelho, respectivamente. Em 1971, viveu Wanda Vidal em O Homem Que Deve Morrer e, no mesmo período, participou do programa Caso Especial no episódio "A Pérola". No ano seguinte, deu vida a Fernanda em Selva de Pedra, papel que lhe garantiu o Prêmio APCA como 'Melhor Atriz'. Entre 1973 a 1974, esteve na pele de Isabel em Os Ossos do Barão; participou novamente do Caso Especial no episódio "As Praias Desertas", além de atuar como Chica Martins (Débora) em Fogo sobre Terra, sendo eleita 'Melhor Atriz' pela primeira vez do Troféu Imprensa.
Em 1975, interpretou Zarolha na telenovela Gabriela (indicada como 'Melhor Atriz' no Troféu Imprensa). No ano seguinte, deu vida a personagem Risoleta em Saramandaia – eleita pela segunda vez como 'Melhor Atriz' pelo Troféu Imprensa – e esteve, mais uma vez, em Caso Especial, no episódio "Quem Era Shirley Temple?". Em 1977, atuou como Amanda em O Astro e concluiu o decênio participando pela quarta vez em Caso Especial, desta vez no episódio "O Caminho das Pedras Verdes", além de viver Paloma Gurgel em Os Gigantes, eleita 'Melhor Atriz' pela terceira vez no Troféu Imprensa.
No início da década de 1980, fez uma participação especial na série Malu Mulher no episódio "A Trambiqueira" viveu e Paula Alencar na mninissérie Avenida Paulista. Em 1983, interpretou Darlene na obra Eu Prometo e, no ano seguinte, deu vida a Eleuzina em Rabo de Saia. Seu último trabalho na televisão antes de sua morte foi em 1988 na telenovela Bebê a Bordo como Laura.

### Carreira no cinema
Estreou nas telonas em 1966 no longa O Corpo Ardente interpretando Glória, assim como, foi destaque em Três Histórias de Amor como 'revelação feminina' no Festival de Cinema de Cabo Frio. Dois anos mais tarde, esteve no elenco de Edu, Coração de Ouro; fez participação especial em Anuska, Manequim e Mulher e em A Vida Provisória como Paola, esta última, trabalhando ao lado da atriz consagrada Joana Fomm. Encerrou-se a década em 1969 no filme Macunaíma, na pele de Cy.
Em 1970, interpretou A Louca no filme Os Deuses e os Mortos, papel que lhe rendeu o prêmio de 'Melhor Atriz' no Festival de Brasília; no mesmo período, também fez uma aparição em Perdidos e Malditos. No ano seguinte, participou dos longas O Barão Otelo no Barato dos Bilhões como Maria-Vai-Com-As-Outras; encarnou uma atriz em O Capitão Bandeira contra o Dr. Moura Brasil e A Culpa como Matilde, esta última personagem lhe garantiu o Prêmio Air France como 'Melhor Atriz'. Entre 1972 e 1973, fez uma participação especial em Jardim de Guerra e viveu Manuela em Tati. Sfat concluiu seus trabalhos neste decênio exercendo a função de narradora na curta-metragem Aukê e como participação especial em Mulheres de Cinema.
No início da década de 1980, atuou nos longas Álbum de Família - Uma História Devassa e Eros, o Deus do Amor na pele de Senhorinha e Ana, respectivamente. No ano seguinte, viveu Renata em Das Tripas Coração e Branca Clara em O Homem do Pau-brasil, este último papel lhe premiou como 'Melhor Atriz Coadjuvante' no Festival de Brasília. Em 1984, fez participação especial como amante do presidente em Tensão no Rio, tendo seu último trabalho nas telonas enquanto viva, quatro anos mais tarde, em A Fábula da Bela Palomera como Andrea. Por outro lado, a obra O Judeu, lançado nos cinemas em 1995, teve suas gravações iniciadas em 1988 quando Sfat ainda estava viva. Como passou por múltiplas interrupções, a atriz veio a falecer sem concluir todas as cenas.

## Vida pessoal

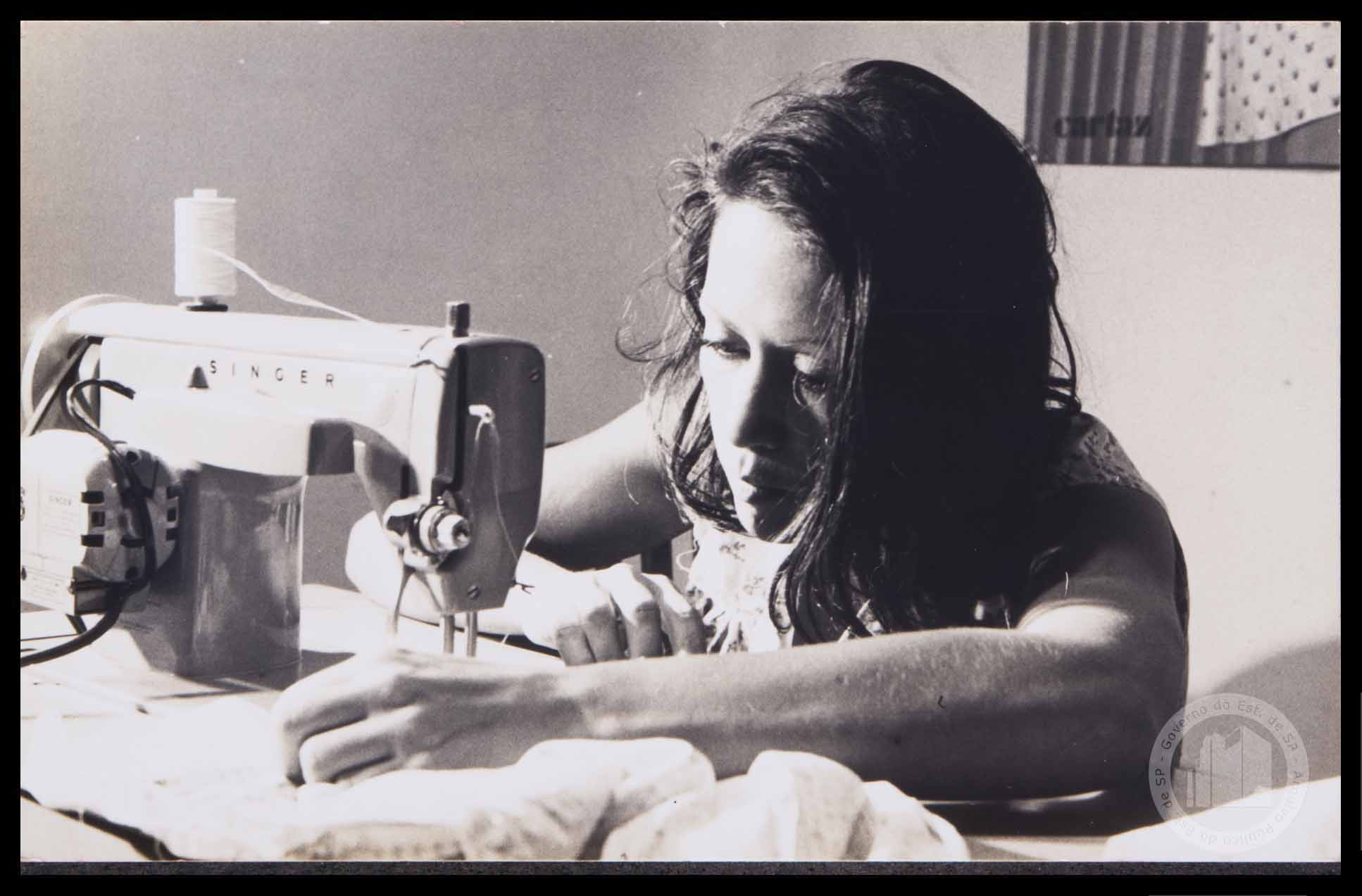
Dina Sfat em Tati (1973).

Foi casada por dezessete anos com Paulo José, com quem teve três filhas: Isabel ou Bel Kutner, Ana Kutner e Clara Kutner. Bel e Ana seguiram os passos da mãe e são atrizes, enquanto Clara optou pela direção, como o pai. Posteriormente, Dina Sfat posou nua para revista Playboy em 1982, em um ensaio interno; contudo, a atriz só aceitou após completar longos anos de casamento com seu ex-marido.
Sfat foi diagnosticada com câncer, inicialmente no seio, em 1985, mas não deixou de trabalhar, mesmo em tratamento. Já com a doença, viajou para a União Soviética e participou de um documentário sobre o país e os primeiros passos da Perestroika; escreveu um livro, publicado em 1988, um pouco antes da sua morte, sobre sua vida e a luta contra o câncer, chamado Dina Sfat- Palmas prá que te Quero, junto  a jornalista Mara Caballero[carece de fontes?]. Seu último trabalho na televisão foi a novela Bebê a Bordo; seu último filme foi O Judeu, que  estreou em circuito após a morte da atriz.
Dina morreu aos 50 anos, em 20 de março de 1989, vítima de um câncer de mama contra o qual lutava havia anos. Seu corpo foi sepultado no Cemitério Israelita do Caju, no Rio de Janeiro.
A morte da atriz ocorreu menos de um mês após o término da novela "Bebê a Bordo", seu último trabalho. A trama de Carlos Lombardi acabou em 11 de fevereiro de 1989 e a atriz faleceu em 20 de março de 1989.

## Filmografia

### Televisão
| Ano  | Título                     | Personagem                                         | Notas                                   | Emissora     |
| ---- | -------------------------- | -------------------------------------------------- | --------------------------------------- | ------------ |
| 1966 | Ciúme                      | Maria Luísa Carvalho Salgueiro                     |                                         | Rede Tupi    |
| 1966 | O Amor Tem Cara de Mulher  | Maria Luísa Munhoz Guimarães                       |                                         | Rede Tupi    |
| 1967 | A Intrusa                  | Helen Garcia (Patrícia Borges)                     |                                         | Rede Tupi    |
| 1967 | Os Fantoches               | Laura Cardoso Silvestre                            |                                         | TV Excelsior |
| 1969 | Acorrentados               | Isabel Trancoso Cunha                              |                                         | RecordTV     |
| 1970 | Verão Vermelho             | Adriana Dias Lemos                                 |                                         | TV Globo     |
| 1970 | Assim na Terra como no Céu | Heloísa de Oliveira Ramos (Helô)                   |                                         | TV Globo     |
| 1971 | Caso Especial              | Juana de Jesus                                     | Episódio: "A Pérola"                    | TV Globo     |
| 1971 | O Homem Que Deve Morrer    | Vanda Vidal                                        |                                         | TV Globo     |
| 1972 | Selva de Pedra             | Fernanda Arruda Campos                             |                                         | TV Globo     |
| 1973 | Os Ossos do Barão          | Isabel Camargo Perante Rendon Pompeo e Taques      |                                         | TV Globo     |
| 1973 | Caso Especial              | Vírginia Furtado                                   | Episódio: "As Praias Desertas"          | TV Globo     |
| 1974 | Fogo Sobre Terra           | Francisca Peixoto Martins (Chica Martins / Débora) |                                         | TV Globo     |
| 1975 | Gabriela                   | Risoleta Galvão das Onças (Zarolha)                |                                         | TV Globo     |
| 1976 | Saramandaia                | Risoleta Camargo                                   |                                         | TV Globo     |
| 1976 | Caso Especial              | Shirley Temple Black                               | Episódio: "Quem Era Shirley Temple?"    | TV Globo     |
| 1977 | O Astro                    | Amanda Mello Assunção                              |                                         | TV Globo     |
| 1978 | Caso Especial              | Camila Gouveia                                     | Episódio: "O Caminho das Pedras Verdes" | TV Globo     |
| 1979 | Os Gigantes                | Paloma Gurgel                                      |                                         | TV Globo     |
| 1980 | Malu Mulher                | Esmeralda Perón                                    | Episódio: "A Trambiqueira"              | TV Globo     |
| 1982 | Caso Verdade               | Julian Taylor                                      | Episódio: "Filhos da Esperança"         | TV Globo     |
| 1982 | Avenida Paulista           | Paula Alencar                                      |                                         | TV Globo     |
| 1983 | Eu Prometo                 | Darlene Neiva Ribeiro Cantomaia                    |                                         | TV Globo     |
| 1984 | Rabo-de-Saia               | Eleusina Pacheco Abreu                             |                                         | TV Globo     |
| 1988 | Bebê a Bordo               | Laura Bezerra Petraglia                            |                                         | TV Globo     |

### Cinema
| Ano  | Título                                          | Personagem                               |
| ---- | ----------------------------------------------- | ---------------------------------------- |
| 1966 | O Corpo Ardente                                 | Glória                                   |
| 1966 | Três Histórias de Amor                          | Maria                                    |
| 1968 | Edu, Coração de Ouro                            | Jovem                                    |
| 1968 | Anuska, Manequim e Mulher                       | Jovem                                    |
| 1968 | A Vida Provisória                               | Paola                                    |
| 1969 | Macunaíma                                       | Cy                                       |
| 1970 | Os Deuses e os Mortos                           | A Louca                                  |
| 1970 | Perdidos e Malditos                             | Aparição                                 |
| 1971 | O Barão Otelo no Barato dos Bilhões             | Maria-Vai-Com-As-Outras                  |
| 1971 | O Capitão Bandeira contra o Doutor Moura Brazil | Atriz                                    |
| 1971 | A Culpa                                         | Matilde                                  |
| 1972 | Jardim de Guerra                                | Mulher                                   |
| 1973 | Tati                                            | Manuela                                  |
| 1977 | Aukê                                            | Narradora                                |
| 1978 | Mulheres de Cinema                              | Ela Mesma                                |
| 1981 | Álbum de Família - Uma História Devassa         | Senhorinha Pereira de Albuquerque        |
| 1981 | Eros, o Deus do Amor                            | Ana                                      |
| 1982 | Das Tripas Coração                              | Renata                                   |
| 1982 | O Homem do Pau-Brasil                           | Branca Clara                             |
| 1984 | Tensão no Rio                                   | Amante do Presidente                     |
| 1988 | A Bela Palomera                                 | Andrea                                   |
| 1995 | O Judeu                                         | Lourença Coutinho (lançado postumamente) |

## Teatro[64]
- 1962 - Antígone América
- 1962 - Eles não Usam Black-tie
- 1962 - Aquele que Diz Sim, Aquele que Diz Não
- 1962 - Os Fuzis da Senhora Carrar
- 1963 - O Melhor Juiz, o Rei
- 1964 - O Filho do Cão
- 1964 - Depois da Queda
- 1965 - Arena Conta Zumbi
- 1965 - Camila
- 1966 - O Inspetor Geral
- 1967 - O Rei da Vela
- 1967 - Arena Conta Tiradentes
- 1967 - La Moschetta
- 1968 - Os Inconfidentes
- 1970 - Black Comedy
- 1973 - Dorotéia Vai à Guerra
- 1974 - O Colecionador
- 1975 - A Mandrágora
- 1977 - Seis Personagens à Procura de um Autor
- 1979 - Murro em Ponta de Faca
- 1980 - Transaminases
- 1981 - O Beijo da Mulher Aranha
- 1981 - As Criadas
- 1982 - Hedda Gabler
- 1984 - A Irresistível Aventura
- 1986 - Ninguém Paga, Ninguém Paga
- 1986 - Florbela Espanca

## Prêmios e indicações

### Troféu Imprensa
| Ano  | Categoria    | Indicação                              | Resultado | Ref |
| ---- | ------------ | -------------------------------------- | --------- | --- |
| 1971 | Melhor Atriz | Dina Sfat (Assim na Terra como no Céu) | Indicado  |     |
| 1975 | Melhor Atriz | Dina Sfat (Fogo sobre Terra)           | Venceu    |     |
| 1976 | Melhor Atriz | Dina Sfat (Gabriela)                   | Indicado  |     |
| 1977 | Melhor Atriz | Dina Sfat (Saramandaia)                | Venceu    |     |
| 1981 | Melhor Atriz | Dina Sfat (Os Gigantes)                | Venceu    |     |

### Troféu APCA
| Ano  | Categoria                 | Indicação                  | Resultado | Ref    |
| ---- | ------------------------- | -------------------------- | --------- | ------ |
| 1973 | Melhor Atriz de Televisão | Dina Sfat (Selva de Pedra) | Venceu    | [ 19 ] |

### Festival de Brasília
| Ano  | Categoria                | Indicação                         | Resultado | Ref    |
| ---- | ------------------------ | --------------------------------- | --------- | ------ |
| 1970 | Melhor Atriz             | Dina Sfat (Os Deuses e os Mortos) | Venceu    | [ 36 ] |
| 1981 | Melhor Atriz Coadjuvante | Dina Sfat (O Homem do Pau-brasil) | Venceu    | [ 48 ] |

### Prêmio Air France
| Ano  | Categoria    | Indicação           | Resultado | Ref    |
| ---- | ------------ | ------------------- | --------- | ------ |
| 1972 | Melhor Atriz | Dina Sfat (A Culpa) | Venceu    | [ 40 ] |